# Atletica leggera ai Giochi olimpici intermedi - Salto con l'asta
Ai Giochi olimpici intermedi di Atene 11 atleti parteciparono alla gara di salto con l'asta. La prova si tenne il 25 aprile nello Stadio Panathinaiko. Non ci furono qualificazioni: si disputò direttamente la finale.

## L'eccellenza mondiale
| Record olimpico: 1904         | 3,50 m | Charles Dvorak | Rit. 1905 |
| Migliore prest. mondiale 1905 | 3,75 m | Fernand Gonder | Presente  |

Il campione nazionale USA è Edward Glover, presente ai Giochi.

## Finale
Durante il riscaldamento Fernand Gonder valica 3,66 m: è in forma per la gara.

A 3,25 m rimangono in quattro: Bruno Söderström, Fernand Gonder, Edward Glover e Theodoris Makris.
Alla misura successiva, 3,35 m il greco Makris è il primo ad uscire. Glover fallisce a 3,40 m. La misura successiva è fatale per Söderström.
Gonder rimane solo a 3,50 m: tenta i 3,60 m ma fallisce, eguagliando comunque il record olimpico.
| Pos     | Paese       | Atleta           | Età | Misura   |
| ------- | ----------- | ---------------- | --- | -------- |
| Oro     | Francia     | Fernand Gonder   | 23  | 3,50 m = |
| Argento | Svezia      | Bruno Söderström | 25  | 3,40 m   |
| Bronzo  | Stati Uniti | Edward Glover    |     | 3,35 m   |